# Potamoi

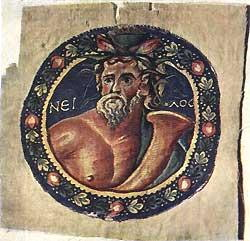
Nilo, potamos del fiume Nilo

I Potamòi (dal greco: Ποταμοί, "fiumi") sono, nella mitologia greca, le tremila divinità dei principali fiumi del mondo conosciuto dagli antichi greci. 
Sono figli dei titani Oceano e Teti e fratelli delle tremila Oceanine, e personificano quindi una delle forze ancestrali della natura.
Furono anche i padri delle Naiadi e delle Potamidi.

## Lista dei Potamoi
Le divinità fluviali, figlie di Oceano e Teti, secondo le fonti greche:
1. Acheloo
2. Acheronte
3. Akragas
4. Aeas
5. Alis
6. Almo
7. Alfeo
8. Aliacmone
9. Amniso
10. Anfriso
11. Anapo
12. Anauro
13. Anigro
14. Apidano
15. Arar
16. Aras
17. Ardesco
18. Arno
19. Asopo
20. Asterione
21. Assiu
22. Bafira
23. Boristene
24. Brychon
25. Caanto
26. Caicino
27. Caico
28. Caistro
29. Cebrene
30. Cefiso
31. Cremete
32. Cladeo
33. Clitunno
34. Cocito
35. Crateide
36. Crimiso
37. Cidno
38. Citero
39. Ebro
40. Egeo
41. Elisson
42. Enipeo
43. Erasino
44. Eridano
45. Erimanto
46. Esare
47. Esepo
48. Ettaporo
49. Ermo
50. Eufrate
51. Eurota
52. Eveno
53. Faside
54. Fillide
55. Flegetonte
56. Gange
57. Granico
58. Idaspe
59. Ilisso
60. Imbraso
61. Inaco
62. Indo
63. Inopo
64. Ismeno
65. Istro (nome greco del Danubio)
66. Ladone
67. Lamo
68. Lete
69. Licorma
70. Marsia
71. Meandro
72. Mele
73. Mincio
74. Nesto
75. Nilo
76. Numico
77. Ninfeo
78. Oronte
79. Pattolo
80. Partenio
81. Peneo
82. Pleisto
83. Porpace
84. Reno
85. Reso
86. Rhodius
87. Rindaco
88. Satnioenta
89. Sangario
90. Scamandro
91. Simoenta
92. Spercheo
93. Strimone
94. Simeto
95. Tana
96. Termesso
97. Termodonte
98. Tiberino
99. Tigri
100. Titaresso

## Potamoi rilevanti nella mitologia
- Acheloo, il dio del fiume Aspropotamo, che diede la figlia in sposa a Alcmeone[4], e fu sconfitto da Eracle in una lotta per il diritto a sposare Deianira.[5]
- Alfeo, che si innamorò della ninfa Aretusa, fuggita a Siracusa, dove venne trasformata in una sorgente da Artemide.[6]
- Inaco, fondatore delle dinastie dei re di Argo, Sicione e Tebe.
- Peneo, principale fiume della Tessaglia e antenato di alcuni re del popolo dei Lapiti.
- Scamandro, che combatté dalla parte dei Troiani durante la guerra di Troia, offeso da Achille quando inquinò le sue acque con un gran numero di cadaveri di troiani.[7]